# Nella mano dell'angelo
Nella mano dell'angelo (Dans la main de l'ange) è un romanzo dello scrittore e accademico francese Dominique Fernandez, pubblicato nel 1982. Si tratta di una biografia romanzata di Pier Paolo Pasolini.

## Storia editoriale
Il libro è vincitore del premio Goncourt 1982.
È stato tradotto in spagnolo, portoghese, giapponese, neogreco, tedesco, sloveno, romeno, cinese; in italiano è apparso nel 1983.

## Trama
La vicenda è esposta in prima persona e il protagonista Pier Paolo Pasolini si rivolge a un suo amico di Napoli, Gennariello. L'io narrante descrive anche gli atti di violenza che lo portano alla morte: 

Già nel secondo capitolo, Pasolini descrive la sua anima scissa in due: una parte razionale e capace di impegno che gli ha consentito di esprimersi nell'arte e un'altra profondamente passionale, al punto da fargli desiderare patimento e martirio. Le due componenti sono da ricondursi, la prima all'apostolo Pietro, la seconda a Paolo. I due santi, accomunati così spesso, non potrebbero essere più diversi e, pur riconoscendo il suo debito nei confronti di Pietro, la sua predilezione va a Paolo. 
 Tanto forte è l'identificazione con l'apostolo da fargli desiderare di vendicarne la memoria e donargli quel martirio di cui le Scritture non danno conto preciso.
Così Pasolini cresce prendendo atto della propria diversità, che diviene ben presto alterità rispetto ai costumi e al loro cambiamento, alla letteratura e al cinema, dove si trova costantemente in anticipo e in ritardo. La ricerca di residui di arcaici riti, non la depravazione, sta alla base delle sue ricognizioni tra i più poveri e derelitti; tuttavia, lo assilla come un dèmone il bisogno di sesso e violenza che può avere a contatto con i giovani variamente definiti. Abbandonarsi a un amore tranquillo non fa per lui. Anche in un viaggio in Kenia, di giorno veste lo smoking di Pietro e la notte apre le braccia ai persecutori di Paolo

Oltre al grande tema di Paolo, Pasolini vive un'altra suggestione artistica, con il Caravaggio. La morte oscura e inspiegata del grande pittore sembra preannunciata nell'autoritratto che l'artista impresse nelle fattezze di Golia, nel Davide con la testa di Golia. Come il pittore si pone nella mano di un giovinetto angelico quanto terribile, anche Pasolini si mette in mani giovani, incoscienti, quasi incolpevoli, dopo aver cercato il luogo più selvaggio, per incontrare il suo destino. 

## Edizioni in italiano
- Dominique Fernandez, Nella mano dell'angelo, traduzione di Fabrizio Ascari, Milano: Bompiani, 1983
- Dominique Fernandez, Nella mano dell'angelo, traduzione di Fabrizio Ascari, Firenze-Milano: Giunti, 2022